# (35747) 1999 GE32
1999 GE32 (asteroide 35747) é um asteroide da cintura principal. Possui uma excentricidade de 0.23110000 e uma inclinação de 3.74199º.
Este asteroide foi descoberto no dia 7 de abril de 1999 por LINEAR em Socorro.